# Schlacht um Faya-Largeau
Die Schlacht um Faya-Largeau war eine der wichtigsten Kampfhandlungen in der Frühphase des Libysch-Tschadischen Grenzkriegs.

## Vorgeschichte
Nachdem im Tschad am 29. August 1978 eine Regierung der nationalen Einheit durch ein Abkommen zwischen dem Anführer der anti-libyschen Miliz FAN, Hissène Habré, und dem General Félix Malloum, der durch einen Putsch gegen den tschadischen Präsidenten Tombalbaye an die Macht gekommen war, geschlossen wurde, sah Gaddafi seinen Einfluss im Nord-Tschad bedroht, da er bislang stets die Zersplitterung des Landes ausgenutzt hatte. Infolgedessen verstärkte Gaddafi das libysche Engagement im Konfliktgebiet und unterstützte die pro-libysche FAP unter der Führung von Goukouni Oueddei. Diese Koalition verfügte bereits über große Gebiete im Nord-Tschad, die bereits im Jahr 1977 an die FROLINAT gefallen waren, eine Widerstandsgruppe unter der Führung von Ibrahim Abatcha, die sich schließlich in FAN und FAP aufspaltete. Im Rahmen der sogenannten Ibrahim-Abachta-Offensive, die am 29. Januar 1978 begann, wollte die FAP mit libyscher Unterstützung die letzten tschadischen Stützpunkte erobern.

## Verlauf
Die Offensive der libyschen Koalition erzielte schnell Erfolge, da die libyschen Streitkräfte erstmals auch mit Bodentruppen vertreten waren. Sie waren aber darauf bedacht, nur durch die Lieferung schwere Waffen, Artillerie und Luftunterstützung in die Kämpfe einzugreifen. Ziel der Offensive waren die Stützpunkte Faya-Largeau, Fada und Ounianga Kebir, wobei sich die wichtigste Schlacht in Faya-Largeau ereignete, wo das erfolgreiche pro-libysche Heer auf eine größere tschadische Truppe, bestehend aus 5000 Verteidigern traf. Trotz der zahlenmäßig starken Verteidigung fiel die Provinzhauptstadt am 18. Februar 1978 an die libysche Koalition, da diese besser ausgerüstet war, unter anderem mit Strela 2-Luftabwehrraketen und die libysche Luftunterstützung den Verteidigern zusetzte.

## Folgen
Der Fall von Faya-Largeau war ein herber Schlag für die tschadischen Truppen und entzog den Norden des Landes endgültig deren Kontrolle. Um die erfolgreiche Offensive der FAP im Verbund mit libyschen Truppen zu stoppen, war Malloum am 19. Februar 1978 gezwungen, einen Waffenstillstand zu vereinbaren.
Im weiteren Kriegsverlauf stand Faya-Largeau als wichtigste Stadt im Norden des Tschads immer wieder im Zentrum der Kämpfe.